# Guerre des Cristeros
Pour les articles homonymes, voir Cristeros.
 (mai 2014).
Guerre des Cristeros

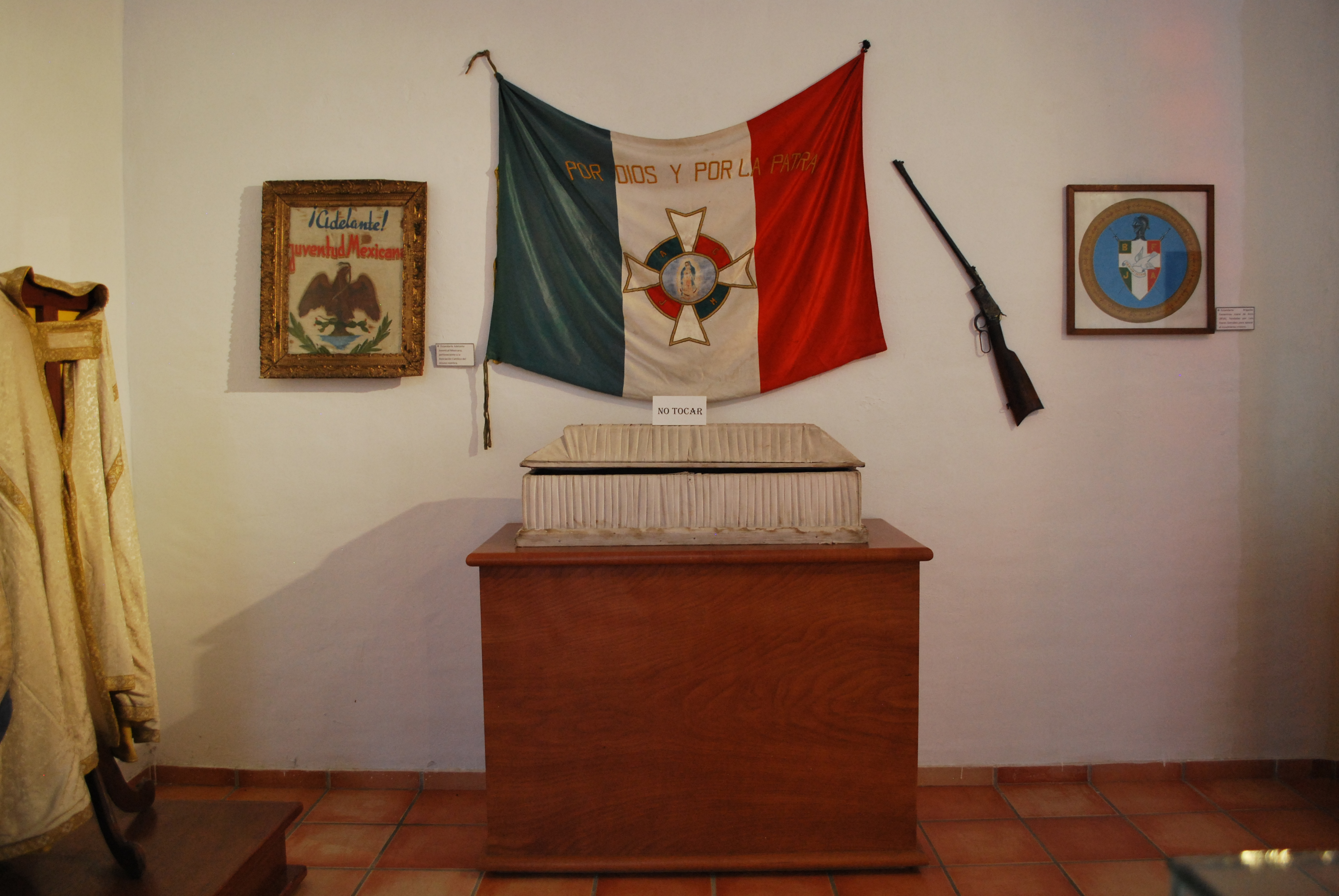
Drapeau d'un groupe de Cristeros conservé dans un musée de Encarnación de Díaz.

La guerre des Cristeros (également connue sous le nom de Cristiada) désigne le soulèvement du 3 août 1926 au 21 juin 1929 d'une partie de la population mexicaine, principalement rurale et catholique, contre le gouvernement, qui tente l'application de la Constitution de 1917.
La rébellion éclate d'abord de façon locale et spontanée, avant de se transformer en soulèvement plus important à l'appel de la Ligue le 1er janvier 1927. À son apogée, au printemps 1929, le mouvement compte 50 000 combattants : 25 000 étant placés sous le commandement du général Gorostieta et 25 000 constituant des bandes éparses. Il est plus important dans le centre et l'Occident du pays. Pour des raisons militaires, politiques et économiques, l'État fédéral décide alors d'en finir, en concluant un accord diplomatique avec l'Église catholique grâce à l'entremise de l'ambassadeur américain Dwight Whitney Morrow (en) : ce sont les arreglos du 21 juin 1929. Les Cristeros doivent alors se démobiliser et déposer les armes.
Le nom Cristeros est d'abord un sobriquet donné aux insurgés par les soldats fédéraux, mais ceux-là s'approprient rapidement ce nom. Il reprend leur cri de ralliement : « ¡Viva Cristo Rey! » (« Vive Christ Roi ! »).

## Contexte

### Constitution de 1917
Au XIXe siècle, la Constitution de 1857 avait provoqué la Guerre de Réforme entre libéraux et conservateurs. Les lois de Réforme, promulguées par les libéraux de Benito Juárez, affaiblirent le pouvoir temporel de l'Église catholique au Mexique. Elles traitaient du mariage civil, du registre civil, de la séparation de l'Église et de l'État, de la vente des propriétés et des terres de l'Église, qui était le plus grand propriétaire terrien du Mexique, , etc.
Juárez adopta cependant en 1867 une politique de conciliation envers l'Église et reconnut les droits civiques des membres du clergé, particulièrement le droit de vote. La longue présidence de Porfirio Díaz (1876-1911) marqua aussi une période de détente sur la question religieuse.
L'irruption de la Révolution mexicaine, commencée en 1910 par Francisco I. Madero et réellement achevée en 1940, remit à l'ordre du jour la question religieuse dans la vie politique mexicaine. L’État en mutation souhaitait contrôler tous les pouvoirs centrifuges, dont l’Église faisait partie. Les hommes politiques qui détenaient alors le pouvoir l'accusaient de maintenir le pays dans l'obscurantisme et d'empêcher tout progrès. Ils voyaient en outre le clergé comme un corps hostile et étranger, à la solde de Rome.
Cinq articles de la Constitution mexicaine de 1917 furent particulièrement destinés à réduire l'influence de l'Église catholique dans le pays :
- l'article 3 imposa la sécularisation de l'enseignement ;
- l'article 5 interdit les ordres monastiques ;
- l'article 24 interdit l'exercice du culte en dehors des églises ;
- l'article 27 restreint le droit à la propriété des organisations religieuses ;
- l'article 130 porta atteinte aux droits civiques des membres du clergé : les prêtres n'avaient pas le droit de porter leurs habits religieux, perdirent le droit de vote et se virent interdire tout commentaire sur les affaires publiques dans les organes de presse.

### Contexte de la révolte
Les dispositions de la Constitution de 1857 et des lois de Réforme édictées par le gouvernement de Benito Juárez concernant la séparation entre l’Église et l’État furent reprises dans la Constitution en 1917 proclamée par le président du Mexique Venustiano Carranza.Son ancien allié Álvaro Obregón, le renverse en 1919. Élu président fin 1920, Obregon est idées anticlérical franc-maçon comme Carranza. Cependant, il ne fait appliquer les dispositions en question que dans les régions où l'attachement au catholicisme est le plus faible.
L'élection de Plutarco Elías Calles en 1924 met fin à cette trêve implicite entre le gouvernement et l'Église. Le nouveau président athée met en œuvre les mesures anticléricales de la constitution en application sur l'ensemble du territoire et fait voter d'autres lois de laïcisation. Ainsi, en 1926, la Loi pour la réforme du Code pénal prévoit des peines spécifiques pour les prêtres et les religieux qui contreviendraient aux articles de la Constitution de 1917 déjà cités. Par exemple, le port de l'habit clérical peut être puni d'une amende de 500 pesos ; un prêtre qui critique le gouvernement peut être condamné à 5 ans de prison.

### Résistance pacifique

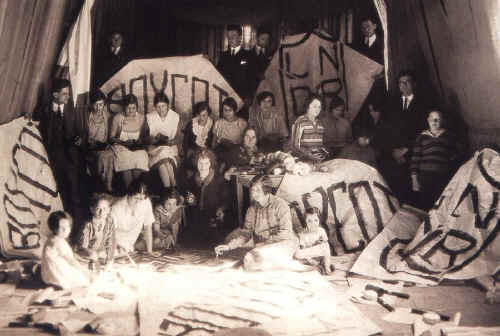
Boycott contre la loi Calles.

En réaction à ces mesures, la résistance des mouvements catholiques se durcit. Le plus important d'entre eux, la Ligue nationale pour la défense de la liberté religieuse, créé en mars 1925, est rejointe par l'Association mexicaine de la jeunesse catholique (créée en 1913) et l'Union populaire, un parti politique catholique fondé en 1924.
Le 11 juillet 1926, les évêques mexicains décident de la suspension du culte public dans tout le pays en réaction aux lois promulguées par le gouvernement de Calles. Cette suspension s'applique à partir du 1er août. Le 14 juillet, la Ligue commence un boycott économique à l'encontre du gouvernement, qui se révéle particulièrement efficace dans le centre-ouest du Mexique (États de Jalisco, Guanajuato, Aguascalientes et Zacatecas). Les catholiques de cette région cessent de se rendre au cinéma et au théâtre et n'utilisent plus les transports publics. Ceux qui enseignent dans les écoles publiques se mettent en grève.
Cependant, ce boycott perd de son importance, dès l'automne 1926, en grande partie à cause du manque de soutien des catholiques les plus aisés, hostiles à cette tactique dont ils subissent également les retombées économiques. Les Mexicains aisés en viennent à payer l'armée fédérale pour les protéger et à appeler la police pour briser les piquets de grève, ce qui les rend très impopulaires.
Les évêques catholiques demandent à faire amender les articles les plus gênants de la Constitution. Le pape Pie XI approuve explicitement les moyens de résistance utilisés jusqu'alors. En face, le gouvernement Calles, en représailles contre ce qu'il considére comme une rébellion ouverte, fait fermer de nombreuses églises et interdit le culte privé comme la dispense des sacrements (dont l'Eucharistie). Les propositions d'amendement à la Constitution présentées par les évêques sont finalement rejetées par le Congrès le 22 septembre 1926.

### Montée de la violence
Le 3 août 1926, à Guadalajara, dans l'État de Jalisco, 400 catholiques armés se soulevent et s'enferment dans l'église Notre-Dame de Guadalupe. Un affrontement s'engage avec les troupes fédérales. Il ne se termine que lorsque les insurgés sont à court de munitions. D'après des sources diplomatiques américaines, les combats auraient fait 18 morts et 40 blessés.
Le lendemain, à Sahuayo, dans l'État du Michoacán, 240 soldats du gouvernement prennent d'assaut l'église paroissiale. Le curé et son vicaire sont tués au cours des violences. Le 14 août, des agents gouvernementaux interviennent lors du chapitre de l'Association de la jeunesse catholique, à Chalchihuites, dans l'État de Zacatecas, et tuent le conseiller spirituel du mouvement, le père Luis Bátiz Sáinz.
Dès lors, les événements s'accélérent. Après avoir entendu parler de l'assassinat du père Bátiz, un groupe de propriétaires locaux, sous le commandement de Pedro Quintanar, s'empare du bureau de la perception et se déclare en rébellion. Au plus fort de l'insurrection, il contrôle toute la partie nord de l'État de Jalisco.
Un autre soulèvement se produit à Pénjamo (État de Guanajuato), dont le maire Luis Navarro Origel a pris la tête. Ses hommes sont battus en rase campagne par les troupes fédérales mais se réfugient dans les montagnes, où ils menent une guérilla. Le même scénario se reproduit à Durango, sous les ordres de Trinidad Mora, et dans le Sud de l'État de Guanajuato, où le général Rodolfo Gallegos prend le commandement.
Pendant ce temps, les rebelles du Jalisco (en particulier, au nord-est de Guadalajara) se renforcent peu à peu. La région devient le centre névralgique de la rébellion, menée par René Capistrán Garza, président de l'Association mexicaine de la jeunesse catholique, âgé de 27 ans à peine. 
C'est à ce moment que commence la rébellion proprement dite et qu'elle se revendique comme telle.

## Guerre

### Premiers soulèvements

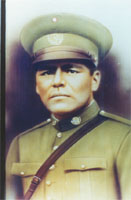
Général Heliodoro Charis.

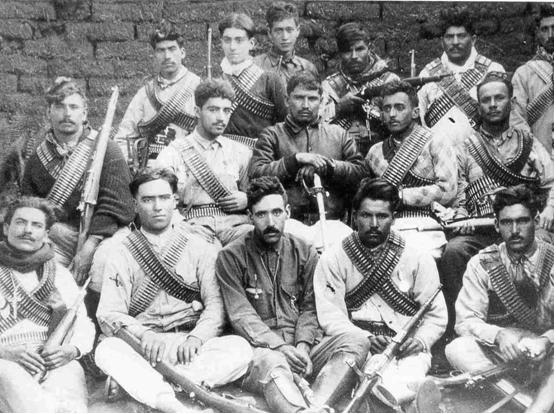
Un groupe de Cristeros.

Le 1er janvier, Garza fait publier le manifeste « A la Nación » (À la nation). Il y affirme que « l'heure de la bataille a sonné » et que « Dieu décidera de la victoire ». Cette déclaration provoque une insurrection de grande ampleur dans l'État de Jalisco. Des groupes de rebelles s'installent dans la région de Los Altos, au nord-est de Guadalajara, puis s'emparent de plusieurs villages, armés seulement de vieux fusils et de gourdins. Leur cri de guerre est ¡Viva Cristo Rey! ¡Viva la Virgen de Guadalupe! (« Vive le Christ-Roi ! Vive la Vierge de Guadalupe! »).
Au début, le gouvernement de Calles ne prend pas la menace au sérieux. Les rebelles se révèlent efficaces face aux agraristas, une milice rurale recrutée dans tout le Mexique, et aux forces de la Defensa Social, une autre milice locale, mais sont vaincus dès qu'ils affrontent les troupes fédérales à proximité des grandes villes. L'armée fédérale a alors un effectif d'environ 80 000 hommes. Le commandant en chef des troupes fédérales de l'État de Jalisco, le général Judas Ferreira, déclare au moment de se mettre en marche vers les insurgés : « Nous partons non en campagne mais à la chasse ».
Cependant, si on considère que presque tous les rebelles n'ont aucune expérience de la guerre, les opérations qu'ils entreprennent sont plutôt bien menées. Les chefs militaires les plus compétents sont Jesús Degollado, Victoriano Ramírez, Aristeo Pedroza et José Reyes Vega.
Des travaux universitaires récents laissent penser que pour beaucoup de Cristeros, des motivations politiques mais aussi matérielles viennent renforcer les motivations religieuses. En effet, les insurgés viennent souvent de communautés rurales qui ont souffert de la politique de réformes agraires menée par le gouvernement depuis 1920 et se sentent également menacés par les changements politiques et économiques récents. D'autre part, comme le note Jean Meyer, « Pour les Cristeros qui se considèrent comme héritiers du curé Morelos, le ‹ Turc › Calles, vendu à la franc-maçonnerie internationale, représentait l'étranger yankee et protestant, désireux de terminer l'œuvre entreprise au Texas ». Il insiste bien sur le fait que la motivation religieuse restait première.
Le soutien accordé ou non par l'épiscopat et la papauté aux Cristeros est une question controversée. Officiellement, l'épiscopat mexicain ne soutient jamais la rébellion, mais plusieurs témoignages montrent que la légitimité de leur cause est reconnue par une petite minorité d'évêques mexicains. L'immense majorité des 38 évêques mexicains refuse cependant la résistance armée et parle du « respect dû aux autorités ». Seuls trois évêques appellent à résister mais jamais par les armes. C'est le cas de Mgr Gonzalez y Valencia, jeune archevêque de Durango, qui envoie à ses fidèles une lettre pastorale depuis son exil à Rome. L'évêque de Guadalajara, Mgr José Francisco Orozco y Jiménez, reste aux côtés des rebelles.
De son côté, le pape Pie XI tente de régler le conflit pacifiquement. Le 4 mars 1926, Mgr Caruana (en), nonce apostolique (en), est envoyé afin de trouver une solution diplomatique, mais il est expulsé manu militari le 12 mai. Le 18 septembre 1926, Pie XI publie l'encyclique Iniquis afflictisque et évoque les martyrs mexicains. Le pape Jean-Paul II en béatifie et canonise 34, prêtres et laïcs, dont les plus célèbres sont le Père Cristóbal Magallanes, fusillé le 25 mai 1927, le jésuite Miguel Agustín Pro, également fusillé (23 novembre 1927), dont l'exécution est photographiée pour l'exemple, et le jeune José Luis Sanchez del Rio, assassiné le 10 février 1928 à l'âge de 14 ans après avoir été torturé par ses geôliers.

### Apogée de la rébellion

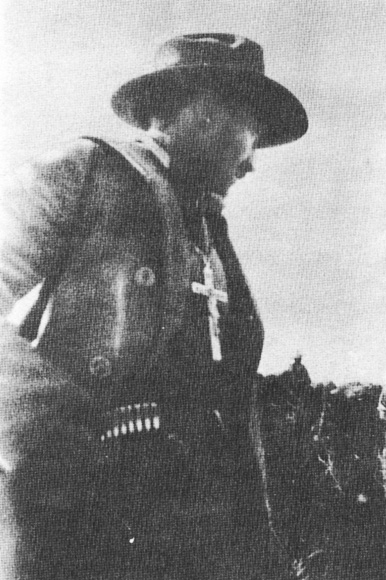
Enrique Gorostieta Velarde, général cristero.

Le 23 février 1927, les Cristeros, victorieux des troupes fédérales à San Francisco del Rincón, dans l'État de Guanajuato, remportent un nouveau succès à San Julián, dans l'État de Jalisco, quelques jours plus tard. Cependant, la rébellion s'essouffle. Le 19 avril, le père Vega attaque un train, qui convoie des fonds. Dans l'embuscade, son frère est tué, il fait arroser les wagons d'essence et y met le feu, ce qui tue 51 civils.
En adoptant la tactique de la terre brûlée, l'armée fédérale tente de concentrer les populations dans les centres urbains et donc priver les rebelles de ravitaillement. En été 1927, la révolte est presque réduite à néant. Garza démissionne de son commandement des forces insurgées en juillet après l'échec d'une tentative pour recueillir des fonds aux États-Unis.
Toutefois, les efforts de Victoriano Ramírez (surnommé El Catorce, « quatorze », à cause d'une évasion dans laquelle il tue ses 14 poursuivants) relancent la rébellion. Illettré, ce dernier se révèle néanmoins très habile dans l'art de la guérilla. Sous son impulsion, la « Ligue nationale pour la défense de la liberté religieuse » parvient à recruter un général mercenaire, Enrique Gorostieta Velarde, qui reçoit un salaire deux fois plus élevé que celui d'un général catholique de l'armée fédérale. Gorostieta entraîne efficacement les troupes rebelles et les réorganise en unités disciplinées et commandées par des officiers mieux formés. Les Cristeros semblent alors prendre le dessus.

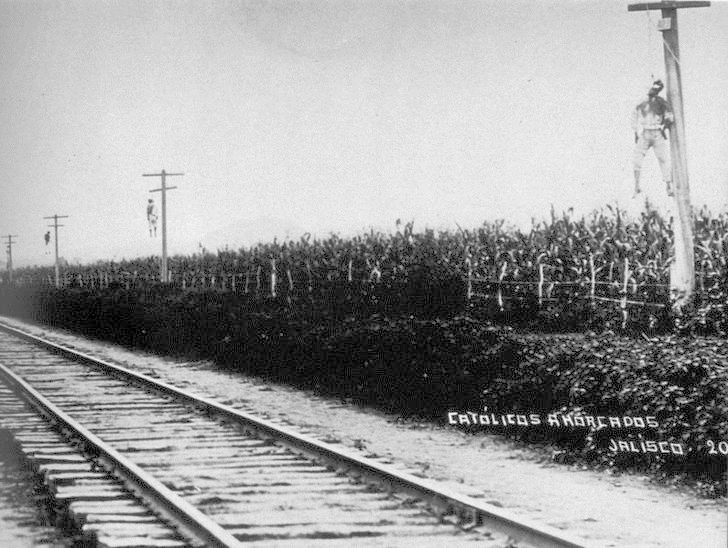
Cristeros pendus dans l'État de Jalisco.

Le 21 juin 1927, la première brigade féminine de Cristeros est créée à Zapopan, sous le patronage de Jeanne d'Arc. De 17 membres, son effectif dépasse les 10 000 femmes en mars 1928 et culmine à 25 000 à la fin du conflit. Elles ont pour mission principale de recueillir de l'argent, des armes et des provisions pour les combattants, mais elles se voient aussi confier des tâches de renseignement.
Le 17 juillet 1928, le successeur récemment élu de Calles, Álvaro Obregón, est assassiné par un catholique radical, José de León Toral, et est remplacé par Emilio Portes Gil. Les Cristeros ont le dessus pendant toute l'année 1928.
En 1929, le gouvernement doit faire face à une nouvelle crise. À Veracruz, le général Arnulfo R. Gómez prend la tête d'une révolte au sein de l'armée. Les rebelles en profitent pour attaquer Guadalajara à la fin mars. Ils ne parviennent pas à prendre la ville mais s'emparent de Tepatitlán le 19 avril. Le père José Reyes Vega est tué lors de ces évènements.
Cependant, la révolte militaire du général Gómez est rapidement vaincue, et des divisions apparaissent chez les Cristeros. Mario Valdés, que de nombreux historiens actuels croient un espion du gouvernement fédéral, contribue à lancer un mouvement de suspicion contre El Catorce et est finalement exécuté après un jugement sommaire. Le 2 juin, Gorostieta est tué dans une embuscade tendue par l'armée fédérale. Malgré ces revers, les Cristeros conservent encore des forces nombreuses, environ 50 000 hommes.

## Fin de la rébellion
Les négociations entre Église et gouvernement, entamées en 1927 à l'initiative de l'ambassadeur américain Dwight Whitney Morrow, aboutissent finalement le 27 juin 1929 à un accord (el arreglo).
Le culte redevient totalement libre, et les cloches sonnent à Mexico pour la première fois depuis trois ans. Les dispositions constitutionnelles et les lois controversées restent en vigueur (elles sont aujourd'hui abrogées[réf. nécessaire]), mais l'État renonce à les appliquer. Il autorise également l'enseignement religieux dans les églises mais non dans les écoles. Les prêtres recouvrent leurs droits civiques et la disposition effective des biens de l'Église, qui restent nominalement propriété nationale. L'État mexicain n'essaie plus de prendre le contrôle effectif de ces biens, bien qu'il en soit légalement le propriétaire. Le clergé cesse alors tout soutien aux rebelles et va jusqu'à les menacer d'excommunication.
L'accord n'est pas signé avec les Cristeros. Il faut donc organiser leur démobilisation. L’Église souhaitant qu'ils déposent les armes, ils obéissent bien que souvent la mort dans l'âme. Des négociations menées avec les autorités fédérales leur permettent de livrer armes et matériel de guerre en échange d'un sauf-conduit, qui leur garantit la vie. Un tiers des combattants accomplissent cette démarche. Les autres ne se rendent pas mais rentrent chez eux et abandonnent toute lutte armée. Très rapidement, malgré les promesses du gouvernement, les chefs cristeros sont victimes d'une véritable épuration, qui les oblige à fuir et à se cacher, et 5 000 périssent assassinés après la fin officielle de la guerre.
La fin de la guerre entraîne une forte émigration. « Au lendemain de leur défaite, la plupart des Cristeros – selon certaines estimations, jusqu'à 5 % de la population du Mexique – fuirent vers les États-Unis. Beaucoup d'entre eux s'installèrent à Los Angeles, où ils trouvèrent un protecteur en John Joseph Cantwell (en), l'évêque de ce qui était alors le diocèse de Los Angeles-San Diego ». Les derniers rebelles, qui refusent de fuir, sont finalement capturés ou tués.
La guerre aurait fait entre 90 000 et 100 000 morts parmi les combattants, d'après Jean Meyer : 60 000 pour les fédéraux et 30 000 pour les Cristeros. Il y eut aussi un lourd bilan pour la population civile, beaucoup plus difficile à évaluer : les statistiques officielles mexicaines avancent le chiffre de 150 000 victimes. De nombreux civils ou anciens insurgés mais aussi des prêtres sont tués dans des raids anticatholiques dans les années suivant la fin de la guerre. Certaines autorités locales maintiennent également une forte pression sur le clergé de leur zone de compétence. La pression diminue au cours des années 1930 mais ne se stabilise complètement qu'après l'élection en 1940 du président Manuel Ávila Camacho, un catholique pratiquant qui représente l'aile droite du régime.
Il a fallu beaucoup de temps pour que le clergé se reconstitue. Entre 1926 et 1934, on ne dénombre pas moins de 40 prêtres assassinés, et bien d'autres ont fui le pays. Sur les 4 500 prêtres opérant avant la rébellion, seuls 334 servent encore officiellement en 1934. En 1935, 17 États ne comptent plus un seul religieux.

## Dans les arts et la culture populaire

### Filmographie

#### Cinéma
- 1947 : Dieu est mort de John Ford.
- 1971 : Rain for a Dusty Summer d'Arthur Lubin.
- 2012 : Cristeros de Dean Wright avec Andy Garcia dans le rôle de Enrique Gorostieta Velarde.

### Littérature

#### Bande dessinée
- 2020 : Avec les Cristeros de Michel Faure et Mankho.
- 2024 : Corto Maltese, La ligne de vie, de Juan Diaz Canales et Rubén Pellejero.